# Автомагістраль G55 Ерен-Хото–Гуанчжоу
Автомагістраль Ерен-Хото–Гуанчжоу (спрощ.: 二连浩特—广州高速公路), позначається як G55 і зазвичай називається швидкісною автострадою Ергуан (спрощ.: 二广高速公路) — швидкісна дорога, що з'єднує міста Ерен-Хото, Внутрішня Монголія, і Гуанчжоу, Гуандун. Після повного завершення буде становити 2,685 км у довжину.

## Маршрут
Еренхот, північна кінцева станція швидкісної дороги, є прикордонним містом з Монголією та має прикордонний контрольно-пропускний пункт. Будується швидкісна дорога від Ерен-Хото до Байінчаган в Уланкабі, а також завершується будівництво від Байінчагана до кордону Шаньсі.

Вся частина швидкісної дороги в Хубеї завершена, за винятком ділянки дороги в 3 км до кордону Хунань.
У 2000 році під час будівництва шосе Сян (ян) – Цзін (чжоу) у східному селі Цзочжун у східній частині Вуліпу було виявлено сховок артефактів періоду Воюючих царств (襄荆高速公路 ).
Вся частина швидкісної дороги в Хунані будується. Ця ділянка була обтяжена затримками та перевитратами.
Дорога будується від кордону Хунань до округу Хуайцзі, Чжаоцін, і закінчується від округу Хуайцзі до південної кінцевої зупинки, Гуанчжоу.